# 阿纳托尔·法朗士
阿纳托尔·法朗士（法語：Anatole France，法語發音：[anatɔl fʁɑ̃s]；1844年4月16日—1924年10月12日），本名弗朗索瓦-阿纳托尔·蒂博（François-Anatole Thibault，[frɑ̃swa anatɔl tibo]），法国小说家，1921年诺贝尔文学奖获得者。

## 生平
法朗士出生于巴黎书商家庭。早年创作受巴那斯派的影响，后来对资本主义社会发生怀疑。长篇小说《波纳尔之罪》写一个学者同社会法律秩序的冲突，主角波纳尔是一位酷愛書籍、博學多才的藏書家，出於同情，竭力資助一個書商寡妻、倍受折磨的孤女，反被社會判以「拐騙罪」、「盜竊罪」，小說以人道主義立場、批判風格，表現作者對社會不公的憤慨之情。《泰绮思》反映作者对天主教会的不满。德雷福斯事件对他后来的创作有显著影响。
1897年－1901年完成长篇小说《当代史话》4卷，描绘法国社会生活，批判上层统治。小說的主要情節是寫法國某城兩個長老爭著當該城主教的事情，與德雷福斯案件的經過。評論家認為：「《當代史話》風格近乎諷刺漫畫，是對當時政治、政策、當時時尚的法國最有價值的記錄文件。對社會歷史學家而言，它永遠提供了最有用的資料來源；對一般讀者，他們可以在其中發現最生動的樂趣。」
1908年－1915年先后写出小说《企鹅岛》、《诸神渴了》和《天使的叛变》等，讽刺了社会的丑恶，但也流露历史循环论的悲观思想。

## 主要作品
- 重要的小說作品有：[1]
  - 《波纳尔之罪》（Le Crime de Sylvestre Bonnard，1881）
  - 《泰绮思》（Thaïs，1890）
  - 《鹅掌女王烤肉店》（La Rôtisserie de la reine Pédauque，1892）
  - 《红百合》（Le Lys rouge，1894）
  - 《当代史话》四部曲（Histoire contemporaine，1897-1901）
    - 《榆樹之路》（L'Orme du mail ，1897）
    - 《做手工藝的女人》（Le Mannequin d’osier ，1897）
    - 《紫晶戒指》（L'Anneau d'améthyste ，1899）
    - 《貝杰瑞先生在巴黎》（Monsieur Bergeret à Paris ，1901）

  - 《克蘭比爾》
  - 《白石之土》
  - 《企鹅岛》（L'Île des Pingouins，1908）
  - 《诸神渴了》（Les dieux ont soif，1912）
  - 《天使的叛变》（La Révolte des Anges，1914）
- 出版《鍍金詩篇》、《歌林斯人的婚禮》等詩集。[1]
- 作家除了創作小說、詩歌，還寫作散文、戲劇與文學評論。其文學評論收錄在《文學生活》一書。[1]

## 作品的中譯
- 穆木天/譯，創造社/編輯，《蜜蜂》，上海市：泰東圖書局，1924年。
- 徐蔚南/譯，《泰綺思》，香港：文淵書店，1955年。
- 啟明書局編譯所/編譯，《女優泰綺思》，台北市：台灣啟明書局，1957年。
- 孫主民/譯，《紅百合花》，台北市：五洲，1964年。
- 顧維熊、華堂/譯，《喬加斯突》，台北市：文星書店，1965年。
- 黎烈文/譯，《企鵝島》，台北市：台灣商務，1966年。
- 陳慧玲/譯，《泰綺思》，台南市：綜合出版，1972年。
- 王季文/譯，《牢獄之災》，台北市：皇冠出版，1978年。
- 諾貝爾文學獎全集編譯委員會/編譯，《法朗士(1921)/培納本特(1922)》，台北市：九華出版，1981年。
- 劉啟分、初鳳桐/譯《天神們口渴了/利害牽制》，台北市：遠景，1987年6版。
- 吳岳添、趙家鶴/譯，《紅百合花》，重慶：重慶出版，1995年。
- 吳岳添/譯，阮若缺/導讀，《鵝掌女王烤肉店》，台北市：桂冠，2000年。
- 傅辛/譯，《舞姬黛依絲》，台北市：志文出版，2003年。
- 李霽野/譯，《近代文藝批評斷片》，北京市：中國圖書館學會高校分會委託中獻拓方電子製印公司複印，2007年。(該本是複印本)
- 桂裕芳/译，《贞德传》，南京：江苏出版集团，2004年。